# Олдрич, Питер
Питер Олдрич (англ. Pieter Aldrich; р. 7 сентября 1965, Йоханнесбург) — южноафриканский профессиональный теннисист. Бывшая первая ракетка мира в парном разряде, победитель двух турниров Большого шлема в мужском парном разряде (с Дани Виссером).

## Игровая карьера
Свои первые матчи в профессиональных турнирах Питер Олдрич провёл в 1982 и 1983 годах в рамках йоханнесбургского «челленджера». В 1986 году, также в Йоханнесбурге в Открытом чемпионате ЮАР он впервые в карьере вышел во второй круг на турнире Гран-при, где проиграл десятой ракетке мира Андресу Гомесу. С середины 1987 года начались регулярные выступления в профессиональных турнирах, и уже в июле в Дублине Олдрич выиграл свой первый «челленджер» в парном разряде (с соотечественником Уорреном Грином), а в декабре добился аналогичных результатов и в одиночном разряде, победив сперва в Ист-Лондоне (ЮАР), а затем в Кейптауне. За год он проделал в рейтинге путь вверх почти на 150 мест в одиночном и на 250 в парном разряде.
С апреля 1988 года Олдрич выступал в паре со старшим соотечественником Дани Виссером, уже опытным игроком, многократным финалистом и победителем турниров Гран-при. Вместе с Виссером он четыре раза за 1988 год доходил до финала турниров Гран-при и один из них выиграл, завоевав первый в карьере титул на этом уровне. На Уимблдонском турнире они с Виссером дошли до четвертьфинала. По ходу сезона они заявили о себе, как о претендентах на самые высокие места в рейтинге, дважды обыграв сильнейшую пару мира — Роберта Сегусо и Кена Флэка. В одиночном разряде успехи Олдрича были скромнее — в начале сезона он выиграл очередной «челленджер», а летом вышел в третий круг Открытого чемпионата США. Тем не менее он смог войти в число ста лучших теннисистов мира в одиночном разряде и подняться в ноябре до 64-й строчки в рейтинге.
В 1989 году Олдрич и Виссер шесть раз играли в финалах турниров Гран-при, выиграв три из них — в Индианаполисе, Сан-Франциско и Франкфурте. Ещё в девяти турнирах они дошли до полуфинала, включая турнир Мастерс — итоговый турнир года при участии всех сильнейших игроков мира, а на Уимблдоне, как и год назад, до четвертьфинала. Год Олдрич завершил на 12-м месте в рейтинге, а в январе 1990 года они с Виссером выиграли первый в его карьере турнир Большого шлема — Открытый чемпионат Австралии, что вывело Виссера на первое место в рейтинге, а самого Пита — на второе. В июле они дошли до финала на Уимблдоне, а затем, победив на турнире в Штутгарте, уже вместе возглавили рейтинг. За вторую половину года они ещё трижды теряли первую позицию и трижды на неё возвращались — в том числе после победы в Открытом чемпионате США. В итоге они закончили сезон в ранге сильнейшей пары мира, деля между собой первое место в индивидуальном рейтинге. На этот же год пришёлся и крупнейший успех Олдрича в одиночном разряде — сразу после Уимблдона он выиграл турнир АТР в Ньюпорте, последовательно победив пятерых соперников, занимающих в рейтинге более высокие места. Наконец, в смешанных парах Олдрич также показал лучшие результаты за карьеру: вначале в паре с Элной Рейнах он был посеян вторым на Уимблдоне и дошёл там до четвертьфинала. На Открытом чемпионате США они были посеяны только восьмыми, но продвинулись дальше, проиграв только в полуфинале будущим чемпионам Робин Уайт и Шелби Каннону.
В мае 1991 года Питеру пришлось лечь на операцию по восстановлению связок правого плеча. На корт до конца сезона он уже не вернулся. В следующем сезоне он возобновил выступления только в парном разряде и выиграл с Виссером сначала «челленджер» в Индиан-Уэллс (Калифорния), а затем свой девятый парный титул на Открытом чемпионате ЮАР. Ещё дважды — в Сан-Франциско и Ницце — они проигрывали в финалах. В дальнейшем, однако, сезон сложился неудачно, и после мая Олдрич не сумел выиграть ни одного матча, проиграв в первом круге в семи турнирах подряд, последние из которых он проводил уже не с Виссером. После 1992 года Олдрич покинул корт, вернувшись лишь на один матч в 1996 году, чтобы составить пару завершавшему карьеру Виссеру. В общей сложности за свою недолгую игровую карьеру он заработал менее 800 тысяч долларов, но выиграл десять турниров в одиночном и парном разряде, в том числе два турнира Большого шлема, и в течение 19 недель был первой ракеткой мира в парном разряде.

## Участие в финалах турниров Большого шлема в мужском парном разряде (3)

### Победы (2)
| Год  | Турнир                       | Партнёр     | Соперники в финале           | Счёт в финале      |
| ---- | ---------------------------- | ----------- | ---------------------------- | ------------------ |
| 1990 | Открытый чемпионат Австралии | Дани Виссер | Грант Коннелл Гленн Мичибата | 6-4, 4-6, 6-1, 6-4 |
| 1990 | Открытый чемпионат США       | Дани Виссер | Пол Аннакон Дэвид Уитон      | 6-2, 7-63, 6-2     |

### Поражение (1)
| Год  | Турнир              | Партнёр     | Соперники в финале | Счёт в финале    |
| ---- | ------------------- | ----------- | ------------------ | ---------------- |
| 1990 | Уимблдонский турнир | Дани Виссер | Рик Лич Джим Пью   | 6-75, 6-74, 6-75 |

## Участие в финалах турниров Большого шлема, Гран-при и АТР за карьеру (20)
| Легенда                          |
| -------------------------------- |
| Большой шлем (3)                 |
| Мастерс / Чемпионат мира АТР (0) |
| ATP Super 9 (0)                  |
| ATP Championship Series (1)      |
| ATP World (6)                    |
| Гран-при (10)                    |

### Одиночный разряд (1)
Победа (1)
| Дата       | Турнир                   | Покрытие | Соперник в финале | Счёт в финале |
| ---------- | ------------------------ | -------- | ----------------- | ------------- |
| 9 июл 1990 | Ньюпорт, Род-Айленд, США | Трава    | Даррен Кэхилл     | 7-6, 1-6, 6-1 |

### Парный разряд (19)

#### Победы (9)
| №  | Дата        | Турнир                                 | Покрытие | Партнёр     | Соперники в финале              | Счёт в финале      |
| -- | ----------- | -------------------------------------- | -------- | ----------- | ------------------------------- | ------------------ |
| 1. | 25 апр 1988 | Чарльстон, Южная Каролина, США         | Грунт    | Дани Виссер | Хорхе Лосано Тодд Уитскен       | 7-6, 6-3           |
| 2. | 7 авг 1989  | Индианаполис, США                      | Хард     | Дани Виссер | Питер Дуган Лори Уордер         | 7-6, 7-6           |
| 3. | 25 сен 1989 | Сан-Франциско, США                     | Ковёр    | Дани Виссер | Пол Аннакон Кристо ван Ренсбург | 6-4, 6-3           |
| 4. | 27 окт 1989 | Франкфурт-на-Майне, ФРГ                | Ковёр    | Дани Виссер | Эрик Елен Кевин Каррен          | 7-6, 6-7, 6-3      |
| 5. | 15 янв 1990 | Открытый чемпионат Австралии, Мельбурн | Хард     | Дани Виссер | Грант Коннелл Гленн Мичибата    | 6-4, 4-6, 6-1, 6-4 |
| 6. | 16 июл 1990 | Штутгарт, ФРГ                          | Грунт    | Дани Виссер | Никлас Утгрен Пер Хенрикссон    | 6-3, 6-4           |
| 7. | 27 авг 1990 | Открытый чемпионат США, Нью-Йорк       | Хард     | Дани Виссер | Пол Аннакон Дэвид Уитон         | 6-2, 7-63, 6-2     |
| 8. | 8 авг 1990  | Берлин, ФРГ                            | Ковёр    | Дани Виссер | Патрик Гэлбрайт Кевин Каррен    | 7-6, 7-6           |
| 9. | 30 мар 1992 | Открытый чемпионат ЮАР, Йоханнесбург   | Хард     | Дани Виссер | Пит Норвал Уэйн Феррейра        | 6-4, 6-4           |

#### Поражения (10)
| №   | Дата        | Турнир                         | Покрытие | Партнёр     | Соперники в финале            | Счёт в финале    |
| --- | ----------- | ------------------------------ | -------- | ----------- | ----------------------------- | ---------------- |
| 1.  | 2 мая 1988  | Форест-Хиллз, Нью-Йорк, США    | Грунт    | Дани Виссер | Хорхе Лосано Тодд Уитскен     | 3-6, 6-7         |
| 2.  | 6 июн 1988  | Лондон, Великобритания         | Трава    | Дани Виссер | Роберт Сегусо Кен Флэк        | 2-6, 6-7         |
| 3.  | 25 июл 1988 | Страттон-Маунтин, Вермонт, США | Хард     | Дани Виссер | Хорхе Лосано Тодд Уитскен     | 3-6, 6-7         |
| 4.  | 9 янв 1989  | Сидней, Австралия              | Хард     | Дани Виссер | Даррен Кэхилл Уолли Мазур     | 4-6, 3-6         |
| 5.  | 31 июл 1989 | Страттон-Маунтин (2)           | Хард     | Дани Виссер | Марк Кратцман Уолли Мазур     | 3-6, 6-4, 6-7    |
| 6.  | 14 авг 1989 | Цинциннати, США                | Хард     | Дани Виссер | Роберт Сегусо Кен Флэк        | 4-6, 4-6         |
| 7.  | 8 янв 1990  | Сидней (2)                     | Хард     | Дани Виссер | Марк Кратцман Пэт Кэш         | 4-6, 5-7         |
| 8.  | 25 июн 1990 | Уимблдонский турнир            | Трава    | Дани Виссер | Рик Лич Джим Пью              | 6-75, 6-74, 6-75 |
| 9.  | 3 фев 1992  | Сан-Франциско, США             | Хард (i) | Дани Виссер | Джим Грабб Ричи Ренеберг      | 4-6, 5-7         |
| 10. | 13 апр 1992 | Ницца, Франция                 | Грунт    | Дани Виссер | Патрик Гэлбрайт Скотт Мелвилл | 1-6, 6-3, 4-6    |